# Итгэл
И́тгэл (тиб. སྐྱབས་འདྲོ་སེམས་བསྐྱེད། — приход к прибежищу и зарождение бодхичитты; монг. Итгэл явуулхын ёс — правило исповедания веры) — «символ веры» в школе гелуг тибетского буддизма. Текст содержит основополагающие догматы буддизма Ваджраяны и чрезвычайно широко используется в культовой практике школы гелуг вплоть до настоящего времени. Один из немногих текстов, знание которых наизусть вменялось в обязанность каждому верующему гелугпинцу в Тибете и Монголии.

## Культовая практика
«Такая молитва естественно должна находить для себя большое употребление, и, действительно, её можно слышать не только при каждом богослужении, список её можно находить не только у каждого ламы, но и почти в доме каждого простолюдина». Также этот текст находился в начале всех сумбумов («молитвословов») школы гелуг, и употреблялся также в начале тантрических практик.

Во всём Тибете… не только ламы, но даже и простолюдины иначе не входях во храм, как предварительно прочитавши «ма́ни», «итэгэ́ль» (символ веры) и «микчжи́м». Большинство знает наизусть эти молитвы, для незнающих же и малолетних перед дверями храма вкапывается столб, на котором написаны помянутые молитвы со всех сторон. В больших монастырях, где собирается много народа и где верующим неудобно обходить вокруг столба, чтобы прочитать всё написанное на нём, — «мани», «итэгэль» и «микчжим» пишутся на подвижных, вращающихся кругом, столбах. Прочитавши написанное на одной стороне столба, поворачиваешь его и прочитываешь написанное на другой; чем больше раз прочтёшь, тем достойнее вступаешь во храм.
В других школах тибетского буддизма, напр. карма-кагью, имеются аналогичные тексты схожего употребления.

## Структура текста
Авторство текста доподлинно неизвестно. Текст представляет собой компиляцию из текстов принятия буддийского прибежища, обетов бодхисаттвы, цитат из трудов буддийских философов и сокращённый ритуал призывания Будды и подношения мандалы. «Если мы станем по частям разбирать эту молитву, то уже в ней самой найдём все… части рапсалов: здесь есть исповедание веры, есть хвала, есть прошение, есть благожелание».

### Принятие прибежища
| Русский перевод | Транслитерация по Вайли | Тибетский текст |
| --- | --- | --- |
| Прибегаем к превосходным сиятельным Учителям; добрейшему Коренному Учителю и линии преемственности, которые являются природой достоинств и деяний тела, речи и ума всех Татхагат десяти сторон света и трёх времён, источнику восьмидесяти четырёх тысяч сводов учений, полновластным повелителям всех святых сангх». | phyogs-bcu bdus-gsum-gyi de-bzhin gshegs-pa thams-cad-kyi sku-gsung-thugs yon-tan 'phrin-las thams-cad-kyi ngo-bor gyur-pa. Chos-kyi phung-po stong-phrag brgyad-bcu rtsa-bzhi-'i 'byung-gnas. 'Phags-pa-'i dge-'dun thams-cad-kyi mnga-bdag dri-can rtsa-ba-dang brgyud-par bcas-pa-'i dpal-ldan bla-ma dam-pa rnams-la skyabs-su-mchi-'o | ཕྱོགས་བཅུ་བདུས་གསུམ་གྱི་དེབཞིན་གཤེགས་པ་ཐམས་ཅད་ཀྱི་སྐུ་གསུང་ཐུགས་ཡོན་ཏན་འཕྲིན་ལས་ཐམས་ཅད་ཀྱི་ངོ་བོར་གྱུར་པ། ཆོས་ཀྱི་ཕུང་པོ་སྟོང་ཕྲག་བརྒྱད་བཅུ་རྩབཞིའིའབྱུང་གནས།འཕགས་པའི་དགེ་འདུན་ཐམས་ཅད་ཀྱི་མངའ་བདག་དྲིན་ཅད་རྩ་བ་དང་བརྒྱུད་པར་བཅས་པའི་དཔལ་ལྡན་བླ་མ་དམ་པ་རྣམས་ལ་སྐྱབས་སུ་མཆིའོ།། |

| К Учителю прибегаю. К Будде прибегаю. К Дхарме прибегаю. К Сангхе прибегаю. | bLa-ma-la skyabs-su-mchi-'o. Sangs-rgyas-la skyabs-su-mchi'o. Chos-la skyabs-su-mchi'o. dGe-'dun-la skyabs-su-mchi'o. | བླ་མ་ལ་སྐྱབས་སུ་མཆིའོ། །སངས་རྒྱས་ལ་སྐྱབས་སུ་མཆིའོ།། ཆོས་ལ་སྐྱབས་སུ་མཆིའོ། །དགེ་འགུན་ལ་སྐྱབས་སུ་མཆིའོ།། |

| Прибегаю под защиту сонмов божеств мандалы идама вместе с его окружением. Прибегаю к превосходным сиятельным Защитникам и Покровителям, хранящим Учение, обладающим оком изначального знания | Yi-dam dkyil-'khor-kyi lha-tshogs 'khor-dang dcas-pa rnams-la skyabs-su-mchi'o. dPal-mgon dam-pa chos-skyong-ba'i srung-ma ye-shes-kyi spyon-dang ldan-pa rnams-la skyabs-su-mchi'o. | ཡི་དམ་དཀྱིལ་འཁོར་ཀྱི་ལྷ་ཚོགས་འཁོར་དང་བཅས་པ་རྣམ་ལ་སྐྱབས་སུ་མཆིའོ། དཔལ་མགོན་དམ་པ་ཆོས་སྐྱོང་བའི་སྲུང་མ་ཡེ་ཤེས་ཀྱི་སྤྱན་དང་པ་རྣམས་ལ་སྐྱབས་སུ་མཆིའོ།། |

| Вплоть до самого Пробуждения прибегаю К Будде, Учению и Высшему собранию. Пускай даянием и другими парамитами Я стану буддой на благо всем скитальцам! | Sangs-rgyas chos-dang tshogs-kyi mchog-rnams-la. Byang-chub bar-du bdag-ni skyabs-su-mchi. bDag-gis sbyin-sogs bgyi-pa 'di-dag-gis. 'Gro-la phan-phyir sangs-rgyas 'grub-par-shog. | སངས་རྒྱས་ཆོས་དང་ཚོགས་ཀྱི་མཆོག་རྣམས་ལ། ། བྱང་ཆུབ་བར་དུ་བདག་ནི་སྐྱབས་སུ་མཆི། ། བདག་གིས་སྦྱིན་སོགས་བགྱིས་པ་འདི་དག་གིས། ། འགྲོ་ལ་ཕན་ཕྱིར་སངས་རྒྱས་འགྲུབ་པར་ཤོག། |

### Принятие обетов бодхисаттвы
| Я прибегаю к Трём Драгоценностям. В каждом из всех проступков каюсь. Сорадуюсь добродетели существ. Держусь умом Будда-Бодхи. Вплоть до самого Пробуждения прибегаю К Будде, Учению и Высшему собранию, На благо себе и другим Ум Пробуждения в себе зарождаю». Взрастив непревзойдённую бодхичитту, Обо всех существах буду заботиться, Следовать великолепному пути бодхисаттв. Да стану я буддой на благо всем скитальцам! | dKon-mchog gsum-la bdag-skyabs-mchi. sDig-pa thams-cad so-sor-bshags. 'Gro-ba’i dge-la rjes’i rang. Sangs-rgyas byang-chub yid-kyis zung. Sangs-rgyas chos-dang tshogs mchog-la. Byang-chub bar-du bdag-skyabs-mchi. Rang-gzhan don-ni rab-bsgrub-phyir. Byang-chub sems-ni bskyad-par-gyi. Byang-chub mchog-gi sems-ni bskyed-bgyis-nas. Sems-can thams-cad bdag-gis mgron-du gnyer, Byang-chub spyod-mchog yid-'ong spyad-par-bgyi, 'Gro-la phan-phyir sangs-rgyas 'grub-par-shog. | དཀོན་མཆོག་གསུམ་ལ་བདག་སྐྱབ་མཆི།། སྡིག་པ་ཐམས་ཅད་སོ་སོར་བཤགས། ། འགྲོ་བའི་དགེ་ལ་རྗེས་ཡི་རང། ། སངས་རྒྱས་བྱང་ཆུབ་ཡིད་ཀྱིས་གཟུང། ། སངས་རྒྱས་ཆོས་དང་ཚོགས་མཆོག་ལ། ། བྱང་ཆུབ་བར་དུ་བདག་སྐྱབས་མཆི། ། རང་གཞན་དོན་ནི་རབ་སྒྲུབ་ཕྱིར། ། བྱང་ཅུབ་སེམས་ནི་བསྐྱེད་པར་བགྱི། ། བྱང་ཆུབ་མཆོག་གི་སེམས་ནི་བསྐེད་བགྱིས་ནས། ། སེམས་ཅན་ཐམས་ཅད་བདག་གིས་མགྲོན་དུ་གཉེར།། བྱང་ཆུབ་སྤྱོད་མཆོག་ཡིད་འོང་སྤྱད་པར་བགྱི། ། འགྲོ་ལ་ཕན་ཕྱིར་སངས་རྒྱས་འགྲུབ་པར་ཤོག། ། |

- Зарождение «четырёх безмерных»:

| Да обретут все существа блаженство и причины блаженства! Да избавятся все существа от страданий и причин страданий! Да не расстаются все существа с блаженством, в котором нет страданий! Да пребудут все существа в великой равностности, без привязанности к «своим» и неприязни к «чужим»! | Sems-can thams-cad dge-ba-dang bde-ba'i rgyu-dang ldan-par gyur-cig, sems-can thams-cad sdug-bsngal-dang sdung-bsngal-gyi rgyu-dang bral-bar gyur-cig, sems-can thams-cad sdung-bsngal med-pa'i bde-ba-dang mi'bral-bar gyur-cig, sems-can thams-cad nye-ring chags-sdang gnyis-dang bral-ba'i dtang-snyems-la gnas-par gyur-cig. | སེམས་ཅན་ཐམས་ཅད་དགེ་བ་དང་དགེ་བའི་རྒྱུ་དང་ལྡན་པར་གྱུར་ཅིག། སེམས་ཅན་ཐམས་ཅད་སྡུག་བསྔལ་དང་སྡུག་བསྔལ་གྱི་རྒྱུ་དང་བྲལ་བར་གྱུར་ཅིག། སེམས་ཅན་ཐམས་ཅད་སྡུག་བསྔལ་མེད་པའི་བདེ་བ་དང་མི་འབྲལ་བར་གྱུར་ཅིག། སེམས་ཅན་ཐམས་ཅད་ཉེ་རིང་ཆགས་སྡང་གཉིས་དང་བྲལ་བའི་བཏང་སྙོམས་ལ་གནས་པར་གྱུར་ཅིག། |

### Восхваления
Этот раздел состоит из вступительных строф сочинений крупнейших буддийских философов Индии.
- Всупительная строфа из «Праджня мула нама мадхьямика карика» Нагарджуны.

| Простираюсь перед тем из превосходнейших из проповедующих совершенных будд, что изложил взаимозависимо возникающее, умиротворяя и полностью успокаивая [умственные] построения; [где] нет ни пресечения и ни рождения, ни прекращения и ни постоянства, ни прихода и ни ухода, ни различий и ни единства | Gang-gis rten-cig 'brel-bar'byung, 'Gag-pa med-pa skyes-med-pa, Chad-pa med-pa rtag-med-pa, 'Ong-ba med-pa 'gro-med-pa, Tha-ded don-min don-gcig-min, sPhros-pa nyer-zhi zhi-bstan-pa, rDzogs-pa'i sangs-rgyas smra-rnams-kyi, Dam-pa de-la phyag-'tshal-lo | གང་གིས་རྟེན་ཅིང་འབྲེལ་བར་འབྱུང།། འགག་པ་མེད་པ་སྐྱེ་མེད་པ། །ཆད་པ་མེད་པ་རྟག་མེད་པ། །འོང་བ་མེད་པ་འགྲོ་མེད་པ། །ཐ་དད་དོན་མིན་དོན་གཅིག་མིན། །སྤྲོས་པ་ཉེར་ཞི་ཞི་བསྟན་པ། །རྫོགས་པའི་སངས་རྒྱས་སྨྲ་རྣམས་ཀྱི། །དམ་པ་དེ་ལ་ཕྱག་འཚལ་ལོ།། |

- Вступительная строфа из «Абхисамая аланкара нама праджняпарамита упадеша шастры» Асанги, посвящённая Праджняпарамите:

| Простираюсь перед той Матерью будд и общин шраваков и бодхисаттв, которая знанием всех [основ] приводит к полному успокоению ищущих умиротво-рения шраваков, которая знанием путей осуществляет цели мира для тех, кто творит пользу скитальцам, кото-рой истинно исполнившись, Могучие везде провозгла-шают её многообразие | Nyan-thos zhi-ba 'tshol-rnams kun-shes nyid-kyis nyer-zhir 'khrid-mdzad gand-yin-dang, 'Gro-la phan-par byed-tnams lam-shes nyid-kyis 'jig-rten don-sgrub mdzed-pa-gang, gang-dang yang-dag ldan-pa'i thub-rnams-pa kun-ldan sna-tshogs 'di-gsung-pa, nya-thos byang-chub sems-pa'i tshogs-bcas sangs-rgyas kyi-ni yum de-la phyag'tshal-lo. | ཉན་ཐོས་ཞི་བ་འཚོལ་རྣམས་ཀུན་ཤེས་ཉིད་ཀྱིས་ཉེར་ཞིར་འཁྲིད་མཛད་གང་ཡིན་དང། ། འགྲོ་ལ་ཕན་པར་བྱེད་རྣམས་ལམ་ཤེས་ཉིད་ཀྱིས་འཇིག་རྟེན་སྒྲུབ་མཛེད་པ་གང། ། གང་དང་ཡང་དག་ལྡན་པའི་ཐུབ་རྣམས་རྣམ་པ་ཀུན་ལྡན་སྣ་ཚོགས་འདི་གསུང་པ། ། ཉན་ཐོས་བྱང་ཆིབ་སེམས་པའི་ཚོགས་བཅས་སངས་རྒྱས་ཀྱི་ནི་ཡུམ་དེ་ལ་ཕྱག་འཚལ་ལོ།། |

- Вступительная строфа из «Прамана вартика карики» Дигнаги. Под «телами» Будды подразумеваются две философские традиции буддизма — Обширного действия (Виджнянавада) и Глубинного постижения (Мадхъямика).

| Перед полностью устранившим сеть умопостроений, Обладающим Глубинным и Обширным телом, Всеблагие лучи Повсюду струящим – простираюсь! | rTog-pa'i dra-ba rnam-bsal-cing, Dzab-cing rgya-che'i sku-mnga' ba, Kun-tu-bzang-po'i 'od-zer- dag, Kun-nas 'phrol-la phyag-'thsal-lo. | རྟོག་པའི་དྲ་བ་རྣམ་བསལ་ཅིང། །ཟབ་ཅིང་རྒྱ་ཆེའི་སྐུ་མང་བ། ། ཀུན་ནས་འཕྲོ་ལ་ཕྱག་འཚལ་ལོ། །ཀུན་ཏུ་བཟང་པོའི་འོད་ཟེར་དག། ། |

### Призывание и подношение мандалы
| О Божество, защитник всех существ, Неустанно уничтожающий мар с их полчищами! Победоносный, истинно постигший все явленья, Прошу, в окружении свиты явись в это место! | Ma-lus sems-can kun-gyi mgon-gyur-cig, bDud-sde dpung-bcas mi-bzed 'joms-mdzed-lha, dNgos-rnams ma-lus yang-dag mkhyen-gyur-pa'i, bChom-ldan 'khor-bcas gnas-'dir gshegs-su gsol. | མ་ལུས་སེམས་ཅན་ཀུན་གྱི་མགོན་གྱུར་ཅིང།། བདུད་སྡེ་དཔུང་བཅས་མི་བཟད་འཇོམས་མཛད་ལྷ།། དངོས་རྣམས་མ་ལུས་ཡང་དག་མཁྱེན་གྱུར་པའི།། བཅོམ་ལྡན་འཁོར་བཅས་འདིར་གཤེགས་སུ་གསོལ།། |

| Лишь только [Сугата] родится, божества омовенье свершают, Также и я омываю [тела их] божественной чистой водой | Ji-ltar bldams-pa tsam-gyi-ni, Lha-rnam kyi-ni khrus-gsol-ltar, Lha-yis chu-ni dag-pa-yis, De-bzhin bdag-gis sku khrus gsol. | ཇི་ལྟར་བལྟམས་པ་གྱིས་ནི། །ལྟ་རྣམས་ཀྱིས་ནི་ཁྲུས་གསོལ་ལྟར།། ལྷ་ཡིས་ཆུ་ནི་དག་པ་ཡིས།།དེ་བཞིན་བདག་གིས་སྐུ་ཁྲུས་གསོལ།། |

| Представляя обителью будд, подношу эту землю, Благоуханную, усыпанную цветами; гору Сумеру, Четыре континента, луною и солнцем украшенные. Пусть все скитальцы в Чистой земле наслаждаются!» Идам гуру ратна мандала кам нирья таями | Ca-gzhi spos-kyis byugs-shing me-tog-bkram, Ri-rab gling-bzhi nyi-zlas brgyan-pa-'di, Sangs-rgyas zhing-du dmigs-te phul-ba-yis, 'Gro-kun rnam-dag zhing-la spyod-par-shog. Yi-dam gu-ru ratna mandala kam ni-ryA ta-yA-mi. | ས་གཞི་སྲོས་ཀྱིས་བྱུགས་ཤིང་མེ་ཏོག་བཀྲམ།། རི་རབ་གླིང་བཞི་ཉི་ཟླས་བརྒྱན་པ་འདི།། སངས་རྒྱས་ཞིང་དུ་དམིགས་དེ་ཕུལ་བ་ཡིས།། འགྲོ་ཀུན་རྣམ་དག་ཞིང་ལ་སྤྱོད་པར་ཤོག།། ཨི་དྃ་གུ་རུ་རཏྣ་མཎྡལ་ཀྃ་ནི་རྱཱ་ཏ་ཡཱ་མི།། |